# 동키콩 바난자
《동키콩 바난자》는 닌텐도 기획제작본부가 제작한 2025년 플랫폼 게임이다. 닌텐도 스위치 2로 제작돼 2025년 7월 17일 출시됐다. 고릴라 동키콩를 조종해 어린 아이 폴린과 함께 악당 원숭이떼가 도난한 바나나 모양 보석들을 되찾는 것이 목표이다. 기획제작본부가 제작한 《슈퍼 마리오 오디세이(2017)》와 유사한 방식으로 진행돼  열린 샌드박스 형태의 레벨들을 탐험해 적을 물리치고 물품을 수집하며 목표를 달성한다. 《바난자》의 특질은 파괴가능 환경으로 플레이어는 맵 상의 대부분 지형을 부숴 길을 만들고 아이템을 찾을 수 있다.
《동키콩 바난자》는 2004년 《동키콩 정글 비트》 이후 닌텐도가 내부제작한 첫 《동키콩》 게임으로 《슈퍼 마리오 오디세이》 완성 직후 개발이 시작됐다. 본래 닌텐도 스위치용으로 제작됐으나 개발목표 달성이 수월한 스위치 2 기종으로 변경했다. 《오디세이》 일부 레벨에서 사용된 복셀 기술을 전면적으로 사용해 파괴가능한 거대 환경을 구성하여 플레이어가 동키콩의 힘으로 지형을 변형할 수 있게끔 설계했다. 일부 음악의 경우 레어 제작 《동키콩》 게임에 사용된 데이비드 와이즈와 그랜트 커크호프 작곡 음악을 어레인지했다.
2017년 7월 17일 전세계에 동시출시됐으며 2014년 《동키콩 컨트리 트로피컬 프리즈》 이후 첫 《동키콩》 게임이자 1999년 《동키콩 64》 이후 첫 3D 플랫포머였다. 발매 당시 언론에서 그래픽, 게임플레이 및 이야기로 호평을 받으나 카메리 시점과 프레임 레이트 문제가 약점으로 꼽혔다.

## 개발
《동키콩 바난자》는 닌텐도 기획제작본부(닌텐도 EPD) 개발 프로덕션 그룹 No. 8가 개발했다. 《슈퍼 마리오 오디세이》를 개발한 곳와 동일한 부서이다. 2004년 《동키콩 정글 비트》 이후 닌텐도가 내부개발한 첫 《동키콩》 게임이자 1999년 《동키콩 64》 이후 제작된 첫 3D 《동키콩》 플랫포머이다. 기획은 다카하시 가즈야와 다나카 와타루가 맡았으며 《오디세이》 기획자이자 《정글 비트》 캐릭터 아티스트였단 모토쿠라 겐타가 프로듀서를 담당했다. 동키콩의 원작자 미야모토 시게루는 컨설턴트였다. 제목은 영어단어 '바나나(banana)'와 '보난자(bonanza)'를 합친 말장난이다.

### 구상
《바난자》는 EPD 본부장 고이즈미 요시아키가 《오디세이》 제작진에게 3D 《동키콩》 게임 제작을 지시한 것이 시초였다. 모토쿠라는 이 당시 제작진이 《동키콩(1981)》이 다양한 레벨 구성 및 이야기 기반 게임플레이로 유명세를 타고 《동키콩 컨트리(1994)》가 프리렌더링 그래픽을 유행시킨 것과 마찬가지로 혁신적인 게임을 만들고 싶다는 목표를 세웠다고 발언했다.

## 출시
2025년 4월 2일자 닌텐도 다이렉트에서 닌텐도가 《동키콩 바난자》를 공개했다. 7월 17일에 닌텐도 스위치 2로 출시한다고 공고했다. 《트로피컬 프리즈》 이후 출시하는 첫 《동키콩》 본편 게임이다.

## 반응
《동키콩 바난자》는 리뷰 애그리게이터 웹사이트 메타크리틱에서 91/100점을 기록해 "전폭적인 호평"을 받았다. 오픈크리틱에서 평론가 99%가 게임을 추천했다.

### 내용주
1. ↑  영어: Donkey Kong Bananza, 일본어: ドンキーコングバナンザ
2. ↑  Based on 126 reviews

### 참조주
1. 1 2 3  “Ask the Developer Vol. 19: Donkey Kong Bananza — Part 1”. Nintendo. 2025년 7월 15일. 2025년 7월 15일에 원본 문서에서 보존된 문서. 2025년 7월 15일에 확인함.
2. ↑  Phillips Kennedy, Victoria (2025년 7월 1일). “Nintendo confirms Donkey Kong Bananza is being made by the Mario Odyssey team”. 《Eurogamer》. 2025년 7월 1일에 원본 문서에서 보존된 문서. 2025년 7월 1일에 확인함.
3. 1 2  Valentine, Rebekah (2025년 7월 10일). “Our Big Bananas Interview With the Developers of Donkey Kong Bananza”. 《IGN》. 2025년 7월 10일에 원본 문서에서 보존된 문서. 2025년 7월 10일에 확인함.
4. ↑  Robinson, Andy (2025년 4월 2일). “Donkey Kong Bonanza is the next big 3D adventure coming to Nintendo Switch 2”. 《Video Games Chronicle》 (미국 영어). 2025년 4월 2일에 원본 문서에서 보존된 문서. 2025년 4월 2일에 확인함.
5. 1 2 3  García, Albert (2025년 7월 10일). “Con 'Donkey Kong Bananza' nos hemos centrado en lo divertido que es destruir cosas” [With 'Donkey Kong Bananza' we have focused on how much fun it is to destroy things]. 《La Vanguardia》 (스페인어). 2025년 7월 13일에 확인함.
6. ↑  Yin-Poole, Wesley (2025년 4월 2일). “Donkey Kong Bananza Announced for Nintendo Switch 2”. 《IGN》 (영어). 2025년 4월 2일에 확인함.
7. ↑  Reynolds, Ollie (2025년 4월 2일). “Donkey Kong Bananza, A New 3D DK Adventure, Is Confirmed For Switch 2”. 《Nintendo Life》. 2025년 4월 3일에 확인함.
8. 1 2  “Donkey Kong Bananza Reviews”. 《Metacritic》 (영어). 2025년 7월 21일에 확인함.
9. 1 2  “Donkey Kong Bananza Reviews”. 《OpenCritic》 (영어). 2025년 7월 16일. 2025년 7월 16일에 확인함.
10. ↑  Höger, Jonas (2025년 7월 21일). “Donkey Kong Bananza im Test: Durchbruch für den Nintendo-Affen – aber kleiner Haken für Spieler”. 《4Players》. 2025년 7월 22일에 확인함.
11. ↑  Newell, Adam (2025년 7월 16일). “Donkey Kong Bananza review – One of Nintendo's best games EVER”. 《Destructoid》. 2025년 7월 16일에 확인함.
12. ↑  Donaldson, Alex (2025년 7월 16일). “Donkey Kong Bananza review - a delightful and inventive adventure, and one of DK's best”. 《Eurogamer.net》 (영어). 2025년 7월 16일에 확인함.
13. ↑  Romano, Sal (2025년 7월 15일). “Famitsu Review Scores: Issue 1907”. 《Gematsu》. 2025년 7월 16일에 확인함.
14. ↑  Hiliard, Kyle. “Donkey Kong Bananza Review - Breaking Through To Something New”. 2025년 7월 24일에 확인함.
15. ↑  Watts, Steve. “Donkey Kong Bananza Review - A New Start For Nintendo's First Star”. 《GameSpot》. 2025년 7월 16일에 확인함.
16. ↑  Bailey, Dustin (2025년 7월 16일). “Donkey Kong Bananza Review: 'Destruction isn't just a flashy gimmick for the Minecraft generation, it's one of the best inventions Nintendo has had in years'”. 《GamesRadar+》 (영어). 2025년 7월 16일에 확인함.
17. ↑  Dunsmore, Kevin. “Review: Donkey Kong Bananza”. 2025년 7월 22일에 확인함.
18. ↑  Plant, Logan (2025년 7월 16일). “Donkey Kong Bananza Review”. 《IGN》. 2025년 7월 16일에 확인함.
19. ↑  Moheng, Charlan (2025년 7월 16일). “Donkey Kong Bananza : le jeu vidéo qui va vous faire acheter une Switch 2 ?”. 《Jeuxvideo.com》. 2025년 7월 22일에 확인함.
20. ↑  Hagues, Alana (2025년 7월 16일). “Review: Donkey Kong Bananza (Switch 2) - Absolutely Smashing, But Can It Beat Mario Odyssey?”. 《Nintendo Life》. 2025년 7월 16일에 확인함.
21. ↑  Rairdin, John. “Donkey Kong Bananza (Switch 2) Review”. 2025년 7월 24일에 확인함.
22. ↑  Castle, Matthew (2025년 7월 16일). “Donkey Kong Bananza review - delirious destruction derby takes hammer to platforming conventions”. 《The Guardian》. 2025년 7월 16일에 확인함.
23. ↑  Goldberg, Harold (2025년 7월 16일). “There's a Lot to Dig in Donkey Kong Bananza”. 《The New York Times》. 2025년 7월 16일에 확인함.
24. ↑  Park, Gene (2025년 7월 16일). “'Donkey Kong Bananza' is a smashing grab bag of classic Nintendo ideas”. 《The Washington Post》. 2025년 7월 16일에 확인함.